# Святошин (станція метро)
50°27′28.45″ пн. ш. 30°23′26.21″ сх. д. / 50.4579028° пн. ш. 30.3906139° сх. д.
«Свято́шин» — 14-та станція Київського метрополітену. Розташована на Святошинсько-Броварській лінії між станціями «Житомирська» і «Нивки». Станція має два виходи. Відкрита 5 листопада 1971 року під назвою «Свято́шино» у складі 5-ї пускової черги («Завод Більшовик» (нині — «Шулявська») — «Святошино»), що складається з трьох станцій: Жовтнева (нині — Берестейська), «Нивки», «Святошино». Нинішня назва — з 1991 року.

## Опис
Конструкція станції — колонна трипрогінна мілкого закладення зі збірних залізобетонних елементів з острівною платформою. На станції наявне тактильне покриття.
Колійний розвиток: 6-стрілочні оборотні тупики з боку станції «Житомирська».
Зал станції з двох сторін сполучений сходами та ліфтами з підземними вестибюлями, які виходять в підземні переходи під транспортною розв'язкою і Берестейським проспектом. Наземні вестибюлі відсутні.
Дизайн станції зазнав впливу політики боротьби з архітектурними надмірностями. За архітектурним оформленням станція багато в чому співзвучна зі станцією «Нивки». Різниця зі станцією «Нивки» полягає лише в облицюванні колон, деяких архітектурних деталях та освітленні — світлова лінія виконана із закарнизним освітленням. В кінці 1990-х років за проєктом архітектора Тамари Целіковської було виконано заміну технічної і морально застарілої лінії освітлення на нову з алюмінієвої рейки «Luxalon», що надало станції сучаснішого й охайнішого вигляду.
У 1973 році архітекторів — авторів проєктів станцій «Жовтнева» і «Святошино» висували на здобуття Державної премії УРСР ім. Т. Г. Шевченка.

## Розташування
Станція розташована на Берестейському проспекті в районі розташування промислових підприємств. Поруч зі станцією знаходяться авіазавод «Антонов» і завод «АТЕК» (колишній «Червоний екскаватор»).

## Пересадки
Станція має вихід в підземний перехід, прокладений до платформ залізничної станції Святошин до приміських електропоїздів коростенського напрямку.

## Реконструкція
Станція «Святошин» двічі була реконструйована. Перший раз, наприкінці 1990-х років була проведена заміна технічно і морально застарілої світлової лінії з оргскла на нову виконану з алюмінієвих рейок з вбудованими світильниками.
24 лютого 2018 року за проєктом архітектора Андрія Юхновського розпочався другий капітальний ремонт станції. Завершення робіт було заплановано у жовтні 2018 року, згодом подовжено до червня 2019 року, а наприкінці березня 2019 року було завершено перший етап робіт з реконструкції станції, в рамках якого було капітально відремонтовано платформу, службові приміщення та один з двох вестибюлів, встановлено ліфт для пасажирів з інвалідністю, а підлогу вестибюля та платформу оздоблено смугами тактильної плитки для пасажирів з вадами зору. Крім того, було змонтовано нові системи відеоспостереження, оповіщення та протипожежної сигналізації. З 23 березня 2019 року почалися ремонтні роботи вестибюля з виходом до ринку та до залізничної станції Святошин, через що його було закрито для пасажирів.
1 листопада 2019 року завершена реконструкція станції «Святошин», під час якої було повністю оновлене облицювання станції, зі збереженням загальної тематики і стилю. Замість керамічної плитки на колійних стінах був покладений керамограніт зі збереженням колишнього малюнка, колони облицьовані у новий мармур, повністю оновлені касові зали та підземні переходи, а станцію обладнали ліфтами.

## Інтернет
3 липня 2020 оператор зв'язку Київстар спільно з двома операторами почав надавати послуги 4G зв'язку з використанням частот у діапазонах 1800 МГц та 2600 МГц на станції і в тунелі, що примикає до станції Житомирська.

## Пасажиропотік
| Рік                           | 2009 | 2011 | 2012 | 2013 | 2014 | 2015 | 2016 | 2017 | 2018 |
| ----------------------------- | ---- | ---- | ---- | ---- | ---- | ---- | ---- | ---- | ---- |
| Пасажиропотік, тис. осіб/добу | 40,8 | 36,8 | 31,1 | 35,4 | 32,1 | 29,9 | 29,1 | 30,5 | 27,4 |

## Галерея

Після реконстркуції
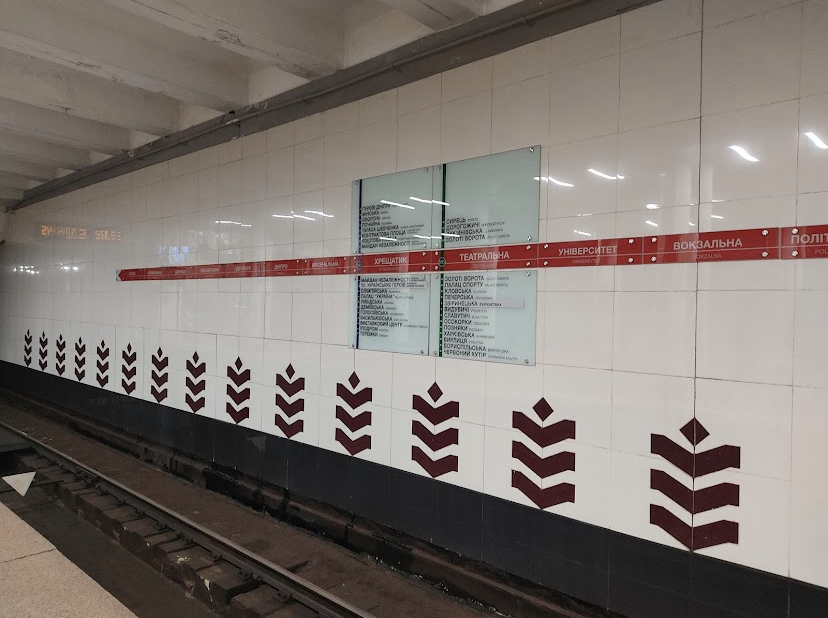
Схема лінії на колійній стіні
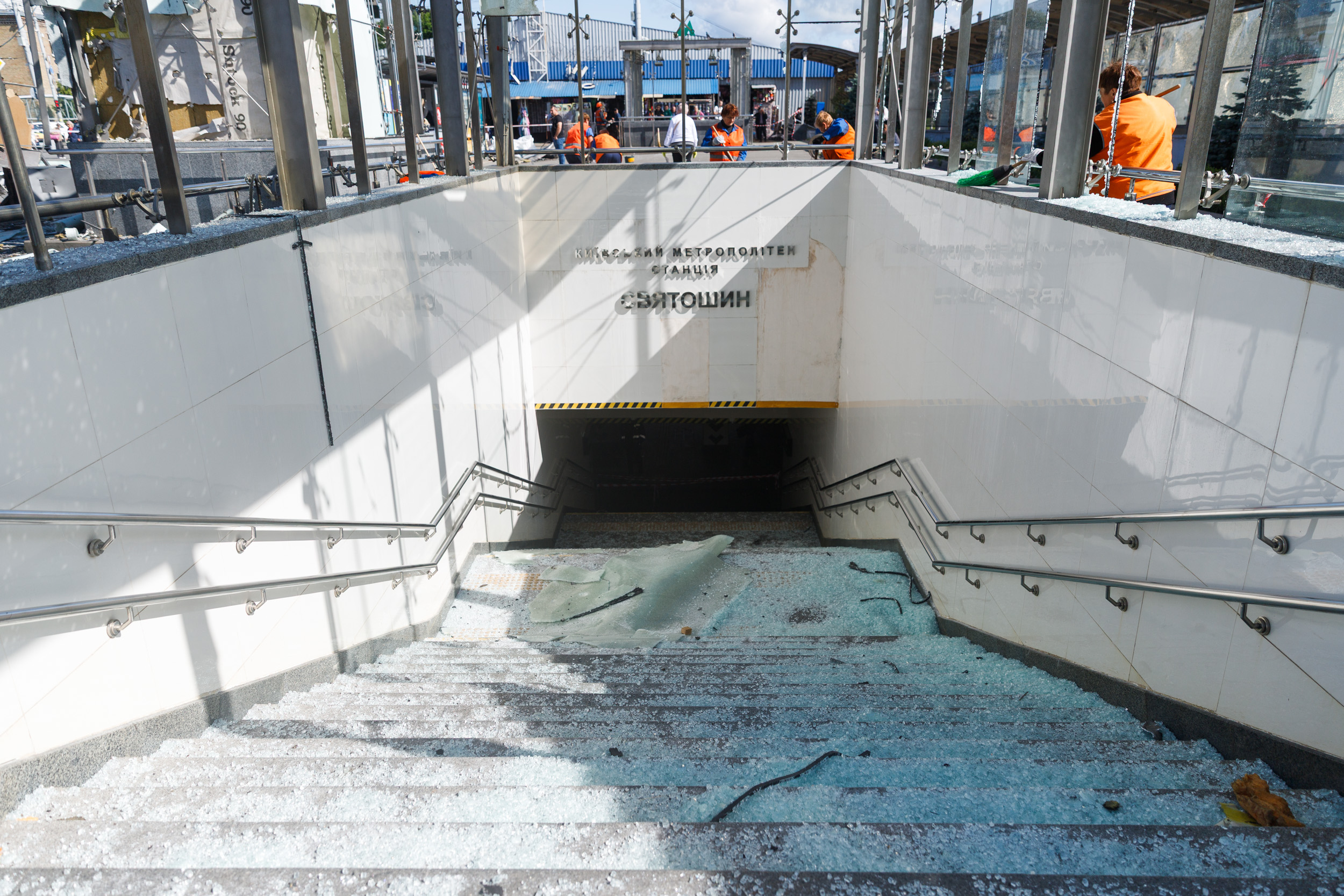
Вхід
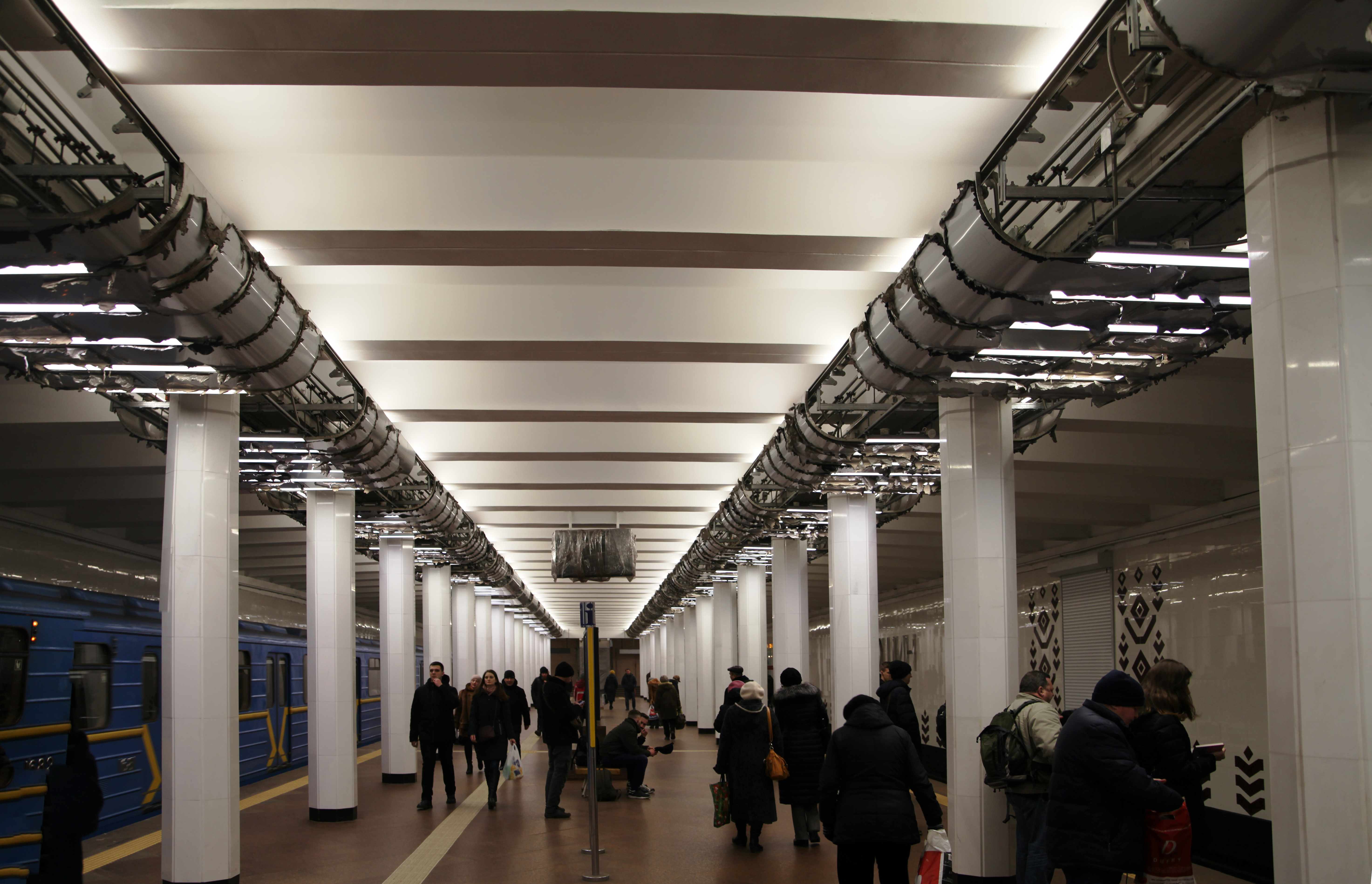
Станція в 2019 році

До реконструкції
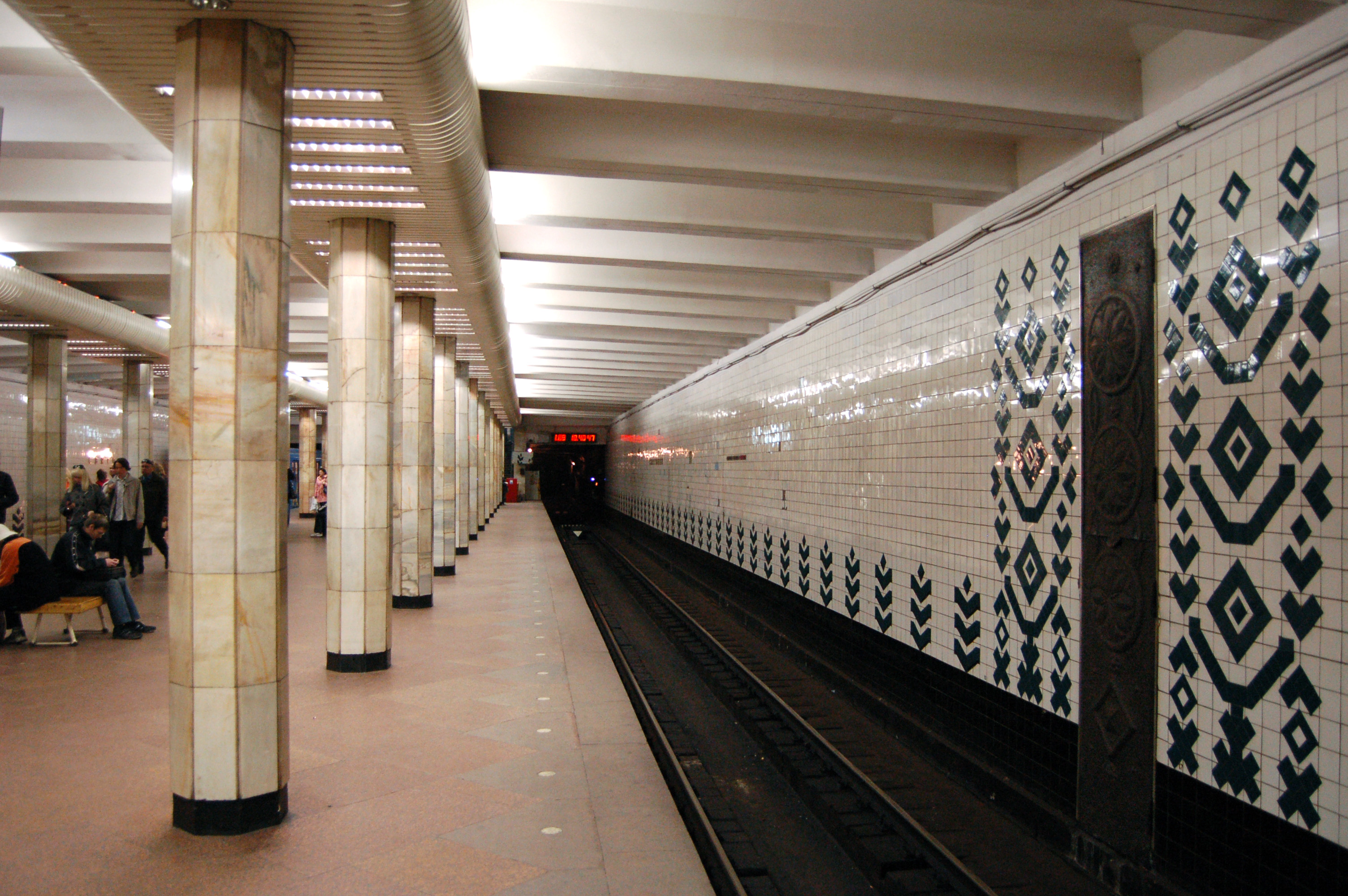
Посадкова платформа
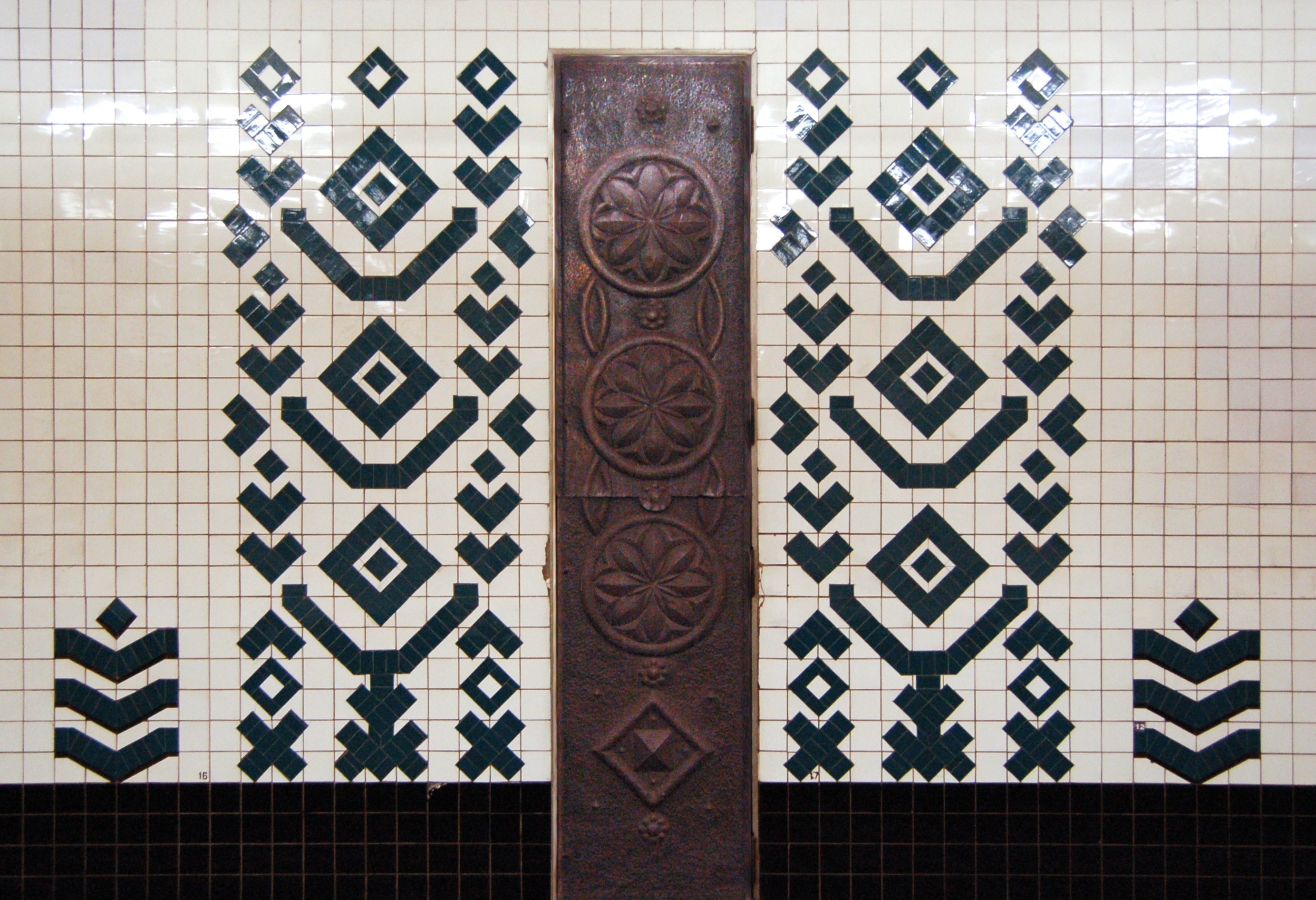
Візерунок на колійній стіні
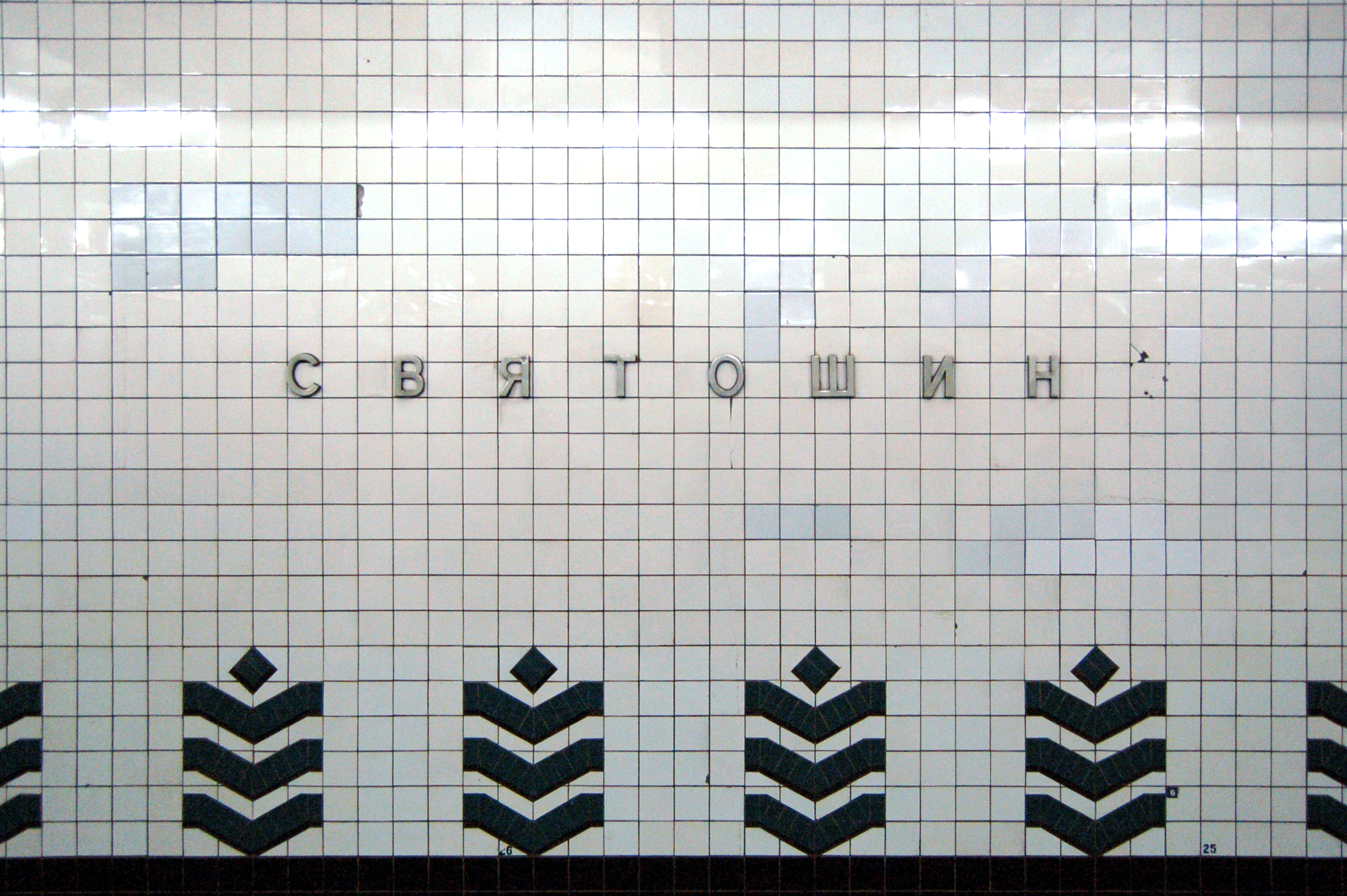
Назва на колійній стіні
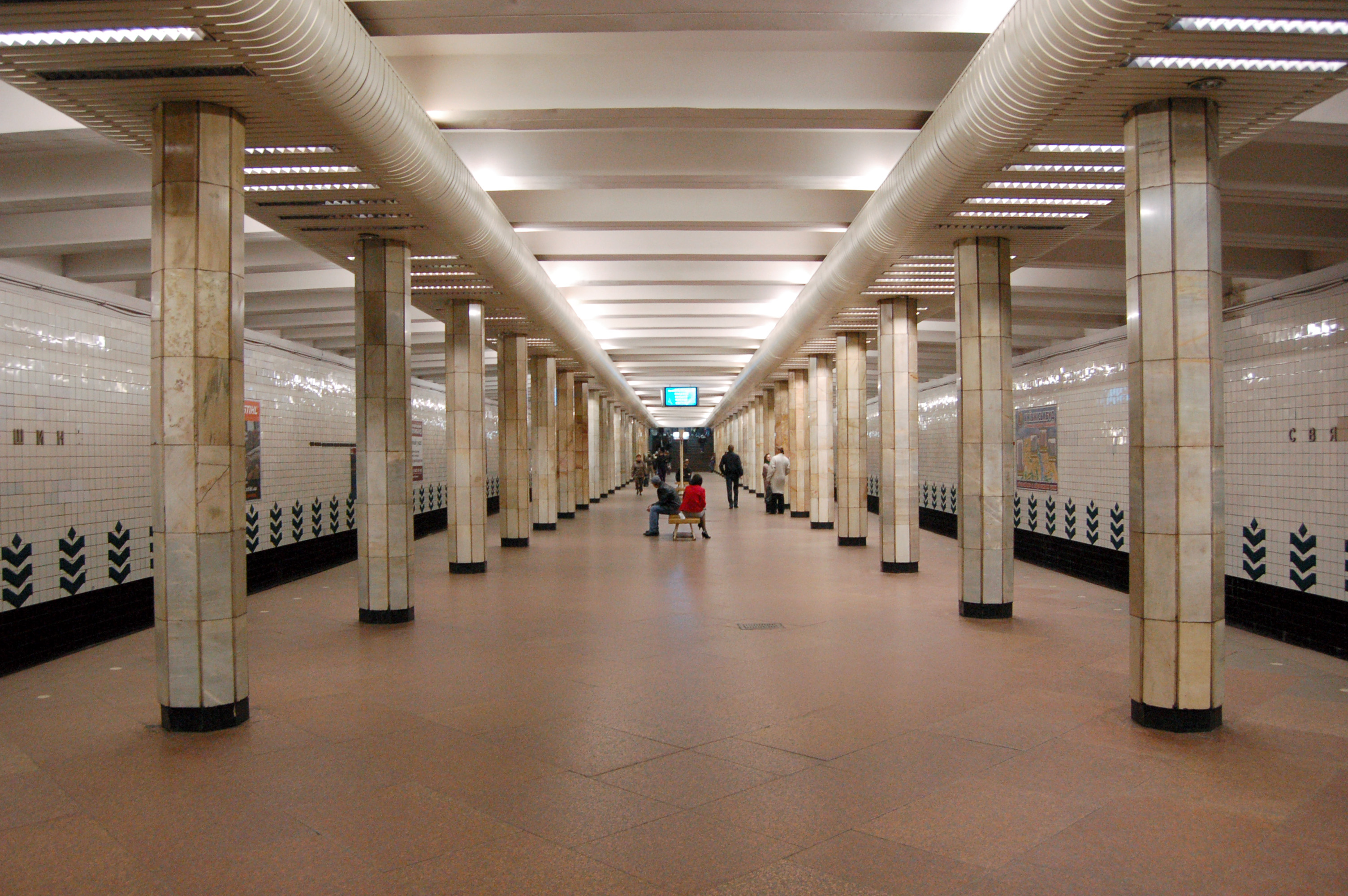
Центральний зал

## Розклад відправлення поїздів
Відправлення першого поїзду в напрямі:
- Ст. «Лісова» — 05:40
- Ст. «Академмістечко» — 06:09

Відправлення останнього поїзду в напрямі:
- Ст. «Лісова» — 22:35
- Ст. «Академмістечко» — 22:15